# Crâsnic

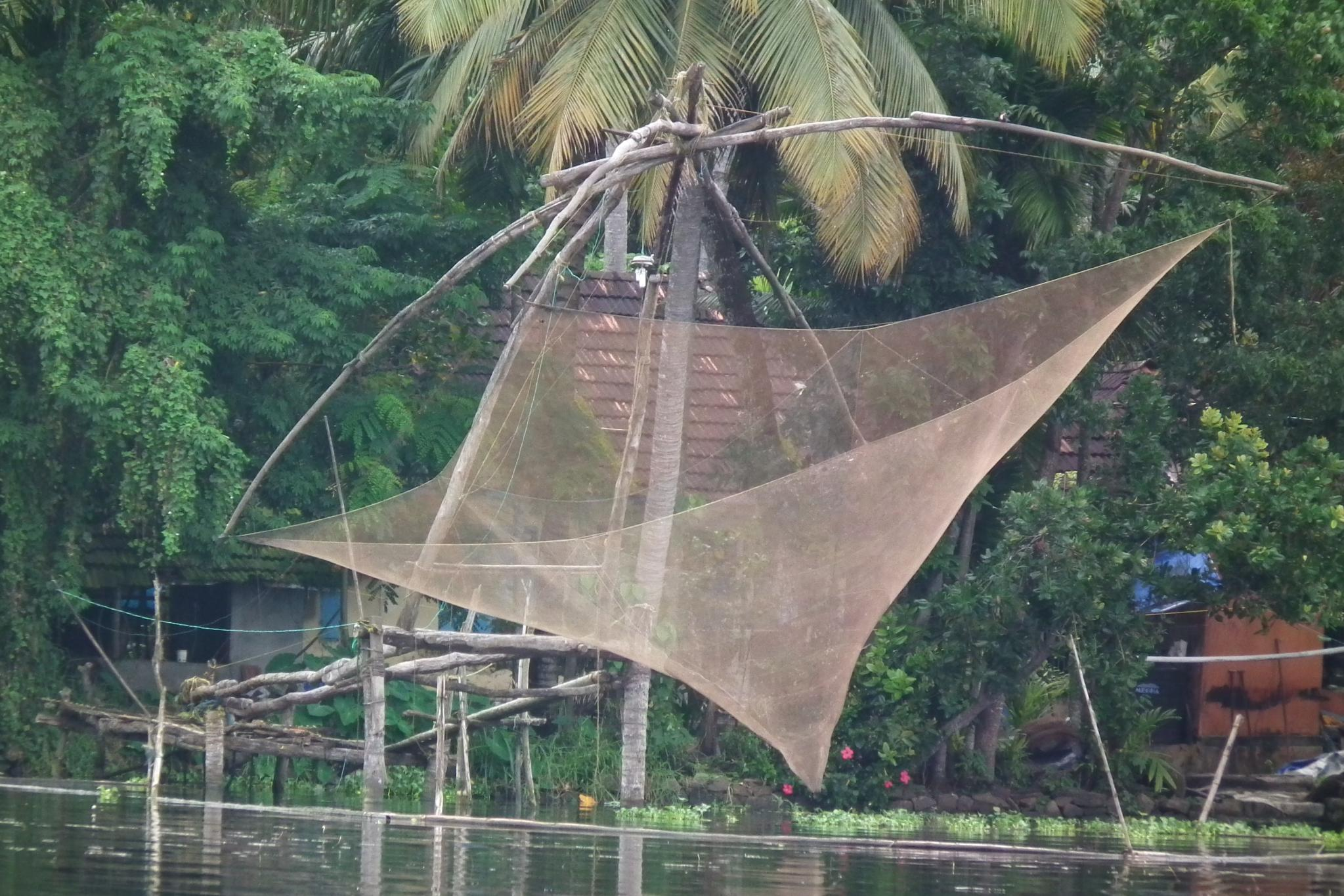
Model de crâsnic folosit în India.

Crâsnicul (sau halăul) este o unealtă de pescuit alcătuită dintr-o plasă (în formă de sac), legată la colțuri de capetele curbate și încrucișate a două nuiele și fixată de o prăjină lungă.